# B級駆逐艦 (初代)
B級駆逐艦（英語: B-class destroyer）は、イギリス海軍の水雷艇駆逐艦（TBD）の艦級。1913年に駆逐艦の艦級がアルファベット順に整理された際に、30ノッター型（英: Thirty knotter class）として建造された艦のうち、4本煙突の艦がこの艦級に再種別されたものである。

## 来歴
青年学派を背景としたフランス海軍の水雷艇戦力の拡充に対抗するため、1892年度より、イギリス海軍は水雷艇駆逐艦（TBD）と呼ばれる新艦種の整備に着手した。これは水雷艇を拡大した軽量の船体、および水管ボイラーを採用した軽量大出力機関の搭載を基本としており、最初に建造された各型は27ノットの速力を実現した。
この27ノッター型（後にA級に再種別）の成功を確認したイギリス海軍は、1894年度計画より、更なる速力向上を図った発展型として30ノッター型の整備に着手し、1903年までに74隻を建造した。その後、1913年に駆逐艦の艦級がアルファベット順に整理された際に、このうちの4本煙突の艦がB級として再種別された。

## 設計
27ノッター型（A級）と同様、細部の設計は各造船所に任されたことから、煙突数を除けば艦型は極めて多彩である。基本構造はA級と同様で、いずれも水雷艇を強化・拡大したものとなっている。敵からの発見を遅らせるため、乾舷の低い平甲板型とされたことから、艦首が波浪に突っ込んだときに海水をすくい上げないように、水はけの良い亀甲型（タートルバック）とされた。また艦首よりやや後方の外板には波の打上げを減少させるためフレアが付されているほか、艦橋付近から艦尾付近までは、吃水線付近が最も幅広く、乾舷は船体内向きに内傾しているタンブルホームの形状を採用した。なお艦尾艦底部には、プロペラ先端の一部を納めるための凹みが付されている。
ボイラーはいずれも石炭専焼式の水管ボイラーで、ヤーロウ式、ソーニクロフト式、ノルマン式、リード式があった。蒸気性状は圧力220–250 lbf/in2 (15–18 kgf/cm2)、飽和温度であった。主機関は、A級の大部分と同様、水雷艇で主流だった3段膨張3気筒レシプロ蒸気機関が踏襲された。機関出力は6,200馬力を基本とするが、「アルバコア」「ボニット」は7,000馬力となっている。海上公試では、一部を除いて30ノットという所期の速力を達成し、「ウルフ」は31.1ノットを記録した。
その後、1895年にフランス海軍の航洋水雷艇「フォルバン」が海上公試で31.03ノットの速力を記録したことから、1896-7年度計画で、C級の「アルバトロス」とともに本級の「アラブ」「エクスプレス」が高速艦として試作されることになり、「アラブ」は8,600馬力、「エクスプレス」は9,250馬力に強化された。しかし33ノットの目標速力に対して、実際の速力は30～31ノット程度となり、レシプロ蒸気機関の限界が確認された。
海軍では既にこの問題を認識しており、まず1900年度で、新開発のパーソンズ直結タービンを搭載して「コブラ」を建造した。同艦では4軸推進が採用されており、両外軸に高圧タービン、両内軸に低圧タービンと後進タービンを結合した。また減速機を持たない直結タービンであるため、高回転下で効率的にタービン出力を推力に変換するため、各推進軸に3個ずつの推進器を備えた。また1908年度には、事故で沈没した30ノッター型（C級）2隻の代艦として、パルマーズ社がストック艦として建造していた「アルバコア」「ボニット」を購入したが、これらもパーソンズ直結タービン艦であった。

## 装備
装備面では、27ノッター型（A級）のものが踏襲された。水雷艇撃攘のための艦砲は駆逐艦の第一の武器とされており、主砲としては40口径7.6cm砲（QF 12ポンド砲）1基、副砲として40口径5.7cm砲（QF 6ポンド砲）5基が搭載された。主砲は艦首甲板直後のプラットフォームに搭載された。また「アルバコア」「ボニット」では副砲が省かれるかわり、7.6cm砲が3基搭載された。
また同時に、水雷艇と同様の雷撃任務も求められたことから、18インチ魚雷発射管2基も搭載されている。

## 同型艦一覧
| 発注/購入 | 造船所                    | 艦名                           | 竣工       | 解体/売却             |
| --------- | ------------------------- | ------------------------------ | ---------- | --------------------- |
| 1894-5年  | キャメル・ レアード       | クエィル HMS Quail             | 1897年6月  | 1919年                |
| 1894-5年  | キャメル・ レアード       | スパローホーク HMS Sparrowhawk | 1897年6月  | 1904年沈没            |
| 1894-5年  | キャメル・ レアード       | スラッシャー HMS Thrasher      | 1897年6月  | 1919年                |
| 1894-5年  | キャメル・ レアード       | ヴィラーゴ HMS Virago          | 1897年6月  | 1919年                |
| 1895-6年  | キャメル・ レアード       | アーニスト HMS Earnest         | 1897年11月 | 1920年                |
| 1895-6年  | キャメル・ レアード       | グリフォン HMS Griffon         | 1897年11月 | 1920年                |
| 1895-6年  | キャメル・ レアード       | ローカスト HMS Locust          | 1898年7月  | 1919年                |
| 1895-6年  | キャメル・ レアード       | パンサー HMS Panther           | 1898年1月  | 1920年                |
| 1895-6年  | キャメル・ レアード       | シール HMS Seal                | 1898年5月  | 1921年                |
| 1895-6年  | キャメル・ レアード       | ウルフ HMS Wolf                | 1898年7月  | 1921年                |
| 1896-7年  | キャメル・ レアード       | エクスプレス HMS Express       | 1902年2月  | 1921年                |
| 1897-8年  | キャメル・ レアード       | オーウェル HMS Orwell          | 1900年1月  | 1922年                |
| 1901年    | キャメル・ レアード       | ライブリィ HMS Lively          | 1902年4月  | 1920年                |
| 1901年    | キャメル・ レアード       | スプライトリィ HMS Sprightly   | 1902年3月  | 1921年                |
| 1897-8年  | パルマーズ                | ペテレル HMS Peterel           | 1900年7月  | 1919年                |
| 1897-8年  | パルマーズ                | スパイトフル HMS Spiteful      | 1900年2月  | 1920年                |
| 1899年    | パルマーズ                | ミュルミドン HMS Myrmidon      | 1901年5月  | 1917年 衝突事故で沈没 |
| 1899年    | パルマーズ                | サイレン HMS Syren             | 1902年2月  | 1920年                |
| 1900年    | パルマーズ                | カンガルー HMS Kangaroo        | 1901年7月  | 1920年                |
| 1908年    | パルマーズ                | アルバコア HMS Albacore        | 1909年3月  | 1919年                |
| 1908年    | パルマーズ                | ボニット HMS Bonetta           | 1909年     | 1920年                |
| 1899年    | ドックスフォード          | サクセス HMS Success           | 1902年5月  | 1914年12月            |
| 1896-7年  | J&Gトムソン               | アラブ HMS Arab                | 1903年1月  | 1919年                |
| 1900年    | アームストロング ・タイン | コブラ HMS Cobra               | 1889年6月  | 1901年9月難破沈没     |